# Arnaud Gérard
Arnaud Gérard (ur. 6 października 1984 w Dinan) – francuski kolarz szosowy, zawodnik grupy UCI Professional Continental Teams Bretagne-Séché Environnement.
Mistrz świata do lat 19 ze startu wspólnego w 2002 roku. W 2008 roku startował w Tour de France. Uczestnik Giro d’Italia w 2006 i 2007 roku i Vuelta a España w 2009 roku.

## Najważniejsze osiągnięcia
- 2002
  -  1. miejsce w mistrzostwach świata (do lat 19, start wspólny)
  -  1. miejsce w mistrzostwach Francji (do lat 19, start wspólny)
- 2007
  - 10. miejsce w GP Ouest-France
- 2008
  - 1. miejsce w Polynormandie
  - 6. miejsce w GP Ouest-France
- 2011
  - 3. miejsce w Polynormandie
  - 6. miejsce w GP Ouest-France
  - 10. miejsce w Paryż-Tours